# 百楼镇
百楼镇，原为百楼乡，是中华人民共和国河北省保定市莲池区下辖的一个乡镇级行政单位。2018年12月撤乡设镇。区划代码改为130606100。

## 行政区划
百楼镇下辖以下地区：
西百楼村、蔡庄村、东百楼村、东大夫庄村、西大夫庄村、后营村、柴楼村、北张庄村、头台村、南常保村、太保营村、路家寺村和杨指挥营村。